# Manuel Queirós
Manuel de Queirós Matoso Ribeiro (Rio de Janeiro, 9 de setembro de 1840 — 1 de fevereiro de 1914) foi um advogado e político brasileiro.

## Biografia
Filho de Eusébio de Queirós Matoso Câmara e Maria Custódio Ribeiro Queirós. Tinha formação em direito, exercendo a sua carreira como advogado.
Na política, foi senador pelo estado do Rio de Janeiro de 1895 a 1903.